# Ruslan Chagayev

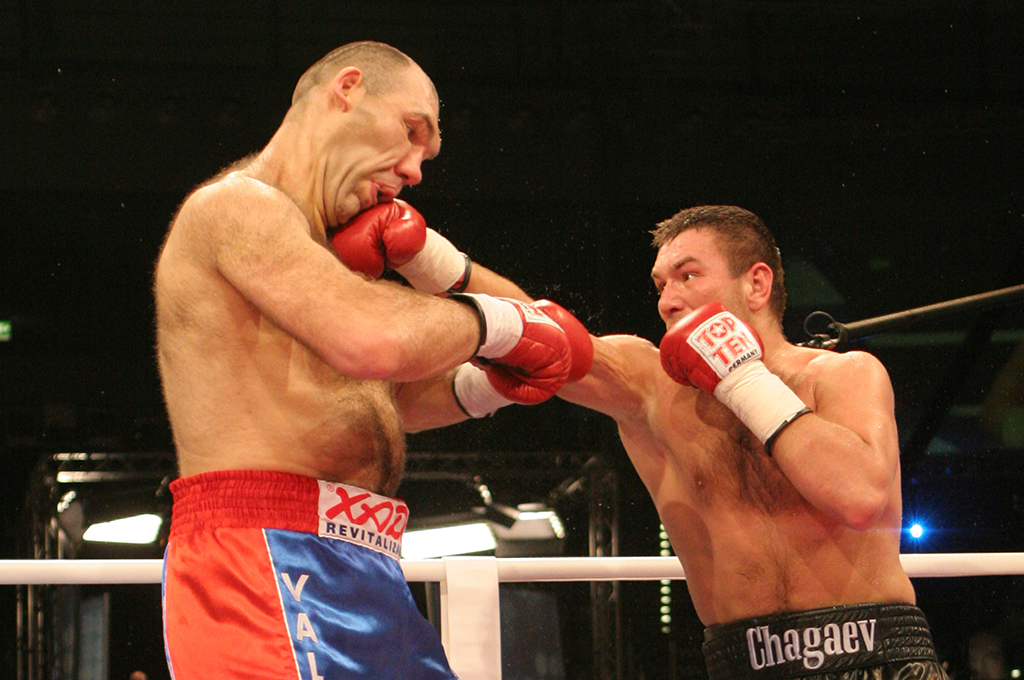
Ruslan Chagayev besiegt Nikolai Walujew

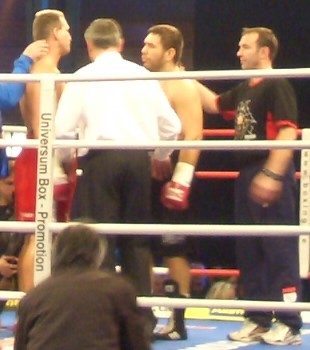
Ruslan Chagayev (Mitte) steht mit seinem Trainer Michael Timm (rechts) im Ring Rob Calloway (links) gegenüber (7. Januar 2006).

Ruslan Shamilovich Chagayev (russisch Руслан Шамилович Чагаев ‚Ruslan Schamilowitsch Tschagajew‘, tatarisch Ruslan Şamil ulı Çağayev; * 19. Oktober 1978 in Andijon, Usbekische SSR, Sowjetunion) ist ein ehemaliger usbekischer Boxer tatarischer Herkunft. Er war zweimaliger WBA-Weltmeister im Schwergewicht.

## Amateurkarriere
Chagayevs erster internationaler Erfolg war 1995 der Sieg im Schwergewicht bei den in Taschkent stattfindenden Asien-Meisterschaften. Bei den Juniorenweltmeisterschaften 1996 in Havanna gewann er Bronze. Im selben Jahr nahm er für Usbekistan an den Olympischen Spielen in Atlanta teil, scheiterte allerdings bereits im ersten Kampf aufgrund einer Punktniederlage am späteren Bronzemedaillengewinner Luan Krasniqi.
Im Oktober 1997 wurde er in Budapest Amateurweltmeister im Schwergewicht und besiegte dabei im Finale Félix Savón nach Punkten (14:4). Dieser Titel wurde ihm allerdings wenig später aberkannt, da er zuvor bereits zwei Profikämpfe in den USA bestritten hatte. Um seinen Amateurstatus bewahren zu können, wurden diese Kämpfe zu Schaukämpfen deklariert. Dennoch erhielt Chagayev vom Amateurboxweltverband AIBA eine einjährige Sperre.
Nach Ablauf dieser Sperre gewann er 1998 den Titel bei den Asienspielen in Bangkok. Im Februar 1999 traf er im Finale eines Amateurturniers in Plowdiw, Bulgarien erneut auf Savón und siegte nach Punkten (7:2), unterlag ihm allerdings wenig später im August 1999 bei der Amateurweltmeisterschaft in Houston im Viertelfinale 1:9. Bei den Olympischen Spielen 2000 in Sydney schied Chagayev bereits im Viertelfinale gegen den georgischen Bronzemedaillengewinner Wladimir Tschanturia aus.
Im Juni 2001 konnte er in Belfast, Nordirland Amateurweltmeister im Superschwergewicht werden; er besiegte dabei im Finale den Ukrainer Olexij Masikin vorzeitig. Für diesen Erfolg erhielt er vom usbekischen Präsidenten Karimov 100.000 US-Dollar.

## Profikarriere
Nach seinem „ersten“ Profidebüt 1997 wurde Ruslan Chagayev 2001 endgültig Profi, zunächst in den USA. Nachdem er sich mit seinem US-amerikanischen Promoter zerstritten hatte, wurde er 2003 in Deutschland von Klaus-Peter Kohl für seinen Universum-Boxstall unter Vertrag genommen. In seinem zwanzigsten Profikampf gewann er durch einen umstrittenen Punktsieg über den ungeschlagenen Wolodymyr Wirtschis die WBO und WBA Intercontinental-Titel und verteidigte sie anschließend durch K.O. gegen Michael Sprott.
Im November 2006 besiegte er in einem Ausscheidungskampf um die Position des WBA-Pflichtherausforderers den US-Amerikaner John Ruiz nach Punkten. Am 14. April 2007 holte er dann schließlich durch einen Punktsieg über den 33 cm größeren Nikolai Walujew den Weltmeistergürtel nach Version der WBA.
Chagayev sollte am 13. Oktober 2007 in Moskau in einem Vereinigungskampf gegen den zu diesem Zeitpunkt amtierenden russischen WBO-Weltmeister Sultan Ibragimow boxen. Der Kampf wurde von Chagayev jedoch abgesagt, als Begründung wurde eine Magenerkrankung genannt. In der Folge gab es dazu in den Medien widersprüchliche Aussagen: Laut der BoxSport-Ausgabe vom September 2007 litt er an einer Hepatitiserkrankung, auf der Webseite seines Promoters wurde hingegen zur selben Zeit berichtet, der Boxer habe eine „akute Entzündung“ überstanden und befinde sich wieder im Training. Seine erste Titelverteidigung bestritt Chagayev am 19. Januar 2008 erfolgreich mit einem unspektakulären Punktsieg gegen den 40-jährigen Briten Matt Skelton.
Chagayev sollte zunächst am 31. Mai in Oberhausen einen Rückkampf gegen Nikolai Walujew bestreiten, der Kampf wurde jedoch wegen einer Virusinfektion des Usbeken auf den 5. Juli 2008 verschoben. Außerdem wurde über Probleme Chagayevs mit dem linken Auge infolge einer Netzhautablösung aus dem Jahre 2001 berichtet. Doch auch das für den Juli 2008 geplante Duell gegen Walujew in Halle/Westfalen musste Chagayev wegen eines in der Vorbereitung erlittenen Achillessehnenrisses absagen. Da er somit diese Pflichtverteidigung bereits zum zweiten Mal absagen musste, wurde ihm der offizielle WBA-Titel aberkannt und der Status des so genannten „Champion in recess“ (Weltmeister im Wartestand) zugesprochen. Dies bedeutete, dass er bis spätestens 26. Juni 2009 das Recht hatte, den dann amtierenden WBA-Weltmeister direkt herauszufordern.
Im ersten Kampf nach dieser Erkrankung trat Chagayev am 7. Februar 2009 in der Stadthalle Rostock gegen den ungeschlagenen Costa-Ricaner Carl Davis Drumond an. In der dritten Runde zog er sich bei einem Kopfzusammenstoß eine stark blutende Platzwunde über dem linken Auge zu. Aufgrund dessen wurde der Kampf nach der sechsten Runde abgebrochen, entsprechend den Regeln die Punktezettel ausgewertet und Chagayev zum Sieger einer so genannten technischen Entscheidung erklärt.
Während Chagayevs Verletzungspause hatte Nikolai Walujew erneut den WBA-Titel gewonnen, sodass Chagayev in seinem nächsten Kampf gegen den Russen antreten sollte, um den alleinigen WBA-Weltmeister zu bestimmen. Jedoch scheiterte auch der dritte Versuch eines Rückkampfes, der für den 30. Mai 2009 in der finnischen Hauptstadt Helsinki angesetzt worden war, da ihm der finnische Boxverband aus gesundheitlichen Gründen die Kampferlaubnis verweigerte. Chagayev ist aufgrund einer früheren Hepatitis-B-Erkrankung Träger des Hepatitis-B-Antigens. Die Virenkonzentration in seinen Blutwerten, die nach Aussagen einiger deutscher Ärzte nicht infektiös sei, wurde jedoch durch den finnischen Verband hingegen als ausreichend für das Vorhandensein einer Ansteckungsgefahr eingestuft.
Da wenige Tage später der Brite David Haye seinen für den 20. Juni 2009 geplanten Weltmeisterschaftskampf gegen Wladimir Klitschko wegen einer Trainingsverletzung absagte, einigte sich Universum Box-Promotion mit dem Klitschko Management auf einen Kampf in der Gelsenkirchener Veltins-Arena, dem Stadion des Fußball-Bundesligisten FC Schalke 04. Da die WBA den Kampf nicht als Weltmeisterschaft einstufte, betrat Chagayev den Ring als Herausforderer für Klitschkos IBF- und WBO-Titel. Im Kampf gegen den Ukrainer war er allerdings weitestgehend chancenlos und musste in der zweiten Runde erstmals in seiner Profikarriere zu Boden. Nach der neunten Runde gab er bzw. sein Trainer Michael Timm nach vielen schweren Treffern den Kampf auf.
Nach der Niederlage erkannte die WBA Chagayev den Titel des „Weltmeisters im Wartestand“ ab. In der Rangliste des Verbandes wurde er daraufhin zunächst auf Platz eins eingestuft, allerdings nach der folgenden längeren Inaktivität auf die dritte Position zurückversetzt. Die WBA ordnete schließlich einen Ausscheidungskampf zwischen Chagayev und dem zu diesem Zeitpunkt auf Rang zwei platzierten Australier Kali Meehan an, um einen Pflichtherausforderer für die WBA-Weltmeisterschaft zu bestimmen. Im September 2009 wechselte Chagayev von Timms Trainingsgruppe zu Magomed Schaburow, mit dem er sich auf den Kampf am 22. Mai 2010 in der Rostocker Stadthalle vorbereitete. Dort besiegte er den 40-jährigen Meehan, der vor dieser Begegnung 21 Monate nicht im Ring gestanden hatte, über zwölf Runden nach Punkten und erwarb damit erneut das Recht, um den WBA-Gürtel zu boxen.
Chagayev verlor am 27. August 2011 in Erfurt gegen Alexander Powetkin den Kampf um die vakante WBA-Meisterschaft einstimmig nach Punkten (112-116, 113-117, 113-117).
Seinen ersten Kampf nach der Niederlage gegen Powetkin bestritt Chagayev am 28. Januar 2012 im Elysee Hotel in Hamburg gegen Kertson Manswell. Chagayev gewann nach Punkten. Die nächsten drei Kämpfe entschied er durch K. o. für sich, der vierte endete mit einem Punktsieg.
Am 6. Juli 2014 gewann er in Grosny erneut den Titel des regulären Weltmeisters der WBA durch einen Punktsieg über den Amerikaner Fres Oquendo. Nach einjähriger Pause traf er am 11. Juli 2015 in der Magdeburger GETEC-Arena auf den deutsch-italiener Francesco Pianeta. Diesen Kampf gewann er durch K. o. in der ersten Runde. Acht Monate später traf er im Grosnyer Kolisej auf den Australier Lucas Browne. Diesen Kampf verlor er durch TKO in der 10. Runde, allerdings wurde bei Browne das Dopingmittel Clenbuterol in der A-Probe festgestellt, sodass der Kampf nachträglich nicht gewertet wurde.
Wegen einer fehlenden Zahlung beim Boxverband WBA (nach anderen Angaben wegen seiner Weigerung, zu einer Pflichtverteidigung gegen den des Dopings bezichtigten Oquendo anzutreten) verlor Chagayev seinen Weltmeistertitel jedoch am 26. Juli 2016 wieder. Kurze Zeit später beendete Ruslan Chagayev seine Karriere aufgrund anhaltender gesundheitlicher Probleme mit den Augen.

## Liste der Profikämpfe
| 34 Siege (21 K. o.-Siege), 3 Niederlagen (2 K. o.-Niederlagen), 1 Unentschieden |               |                                                     |                                                  |                                               |
| Jahr                                                                            | Tag           | Ort                                                 | Gegner                                           | Ergebnis für Chagayev                         |
| 1997                                                                            | 21. August    | Hollywood Casino 400, Aurora, USA                   | Donnie Penelton                                  | Sieg / KO 1. Runde                            |
| 1997                                                                            | 3. September  | Ramada Inn, Rosemont, USA                           | Brian Jones                                      | Sieg / KO 2. Runde                            |
| 2001                                                                            | 21. September | Sport Palace Yunusabad, Tashkent, Usbekistan        | Everett Martin                                   | Sieg / TKO 4. Runde                           |
| 2002                                                                            | 14. April     | Hard Rock Hotel and Casino, Las Vegas, USA          | Val Smith                                        | Sieg / KO 1. Runde                            |
| 2002                                                                            | 11. Mai       | Grand Casino, Biloxi (Mississippi), USA             | Chris Isaac                                      | Punktsieg (einstimmig) / 8 Runden             |
| 2002                                                                            | 5. Oktober    | Cobo-Hall, Detroit (Michigan), USA                  | Rob Calloway                                     | Unentschieden / Abbruch 3. Runde              |
| 2003                                                                            | 22. Mai       | Yonkers Raceway, New York City, USA                 | Zakeem Graham                                    | Sieg / TKO 3. Runde                           |
| 2003                                                                            | 18. November  | Universum Gym, Hamburg, Deutschland                 | Daniel Frank                                     | Sieg / KO 2. Runde                            |
| 2004                                                                            | 17. Februar   | Hansehalle, Lübeck, Deutschland                     | Sedreck Fields                                   | Punktsieg (einstimmig) / 6 Runden             |
| 2004                                                                            | 30. März      | Saaltheater Geulen, Aachen, Deutschland             | Alexej Warakin                                   | Sieg / KO 2. Runde                            |
| 2004                                                                            | 18. Mai       | Hansehalle, Lübeck, Deutschland                     | Wade Lewis                                       | Sieg / TKO 1. Runde                           |
| 2004                                                                            | 22. Juni      | Sportzentrum, Telfs, Österreich                     | Sedreck Fields                                   | Sieg / KO 2. Runde                            |
| 2004                                                                            | 31. Juli      | Hanns-Martin-Schleyer-Halle, Stuttgart, Deutschland | Garing Lane                                      | Sieg / KO 5. Runde                            |
| 2004                                                                            | 26. Oktober   | Scandlines Arena, Rostock, Deutschland              | Willie Williams                                  | Sieg / KO 3. Runde                            |
| 2004                                                                            | 16. November  | Kugelbake-Halle, Cuxhaven, Deutschland              | Asmir Vojnović                                   | Sieg / TKO 4. Runde                           |
| 2004                                                                            | 14. Dezember  | Freizeit Arena, Sölden (Ötztal), Österreich         | Tommy Connelly                                   | Sieg / TKO 2. Runde                           |
| 2005                                                                            | 26. März      | Erdgasarena, Riesa, Deutschland                     | Sherman Williams                                 | Punktsieg (einstimmig) / 8 Runden             |
| 2005                                                                            | 28. September | Color Line Arena, Hamburg, Deutschland              | Jucimar Francisco Hipolito                       | Sieg / TKO 1. Runde                           |
| 2005                                                                            | 22. Oktober   | Brandberge Arena, Halle (Saale), Deutschland        | Mark Krence                                      | Sieg / KO 5. Runde                            |
| 2006                                                                            | 7. Januar     | Zenith, München, Deutschland                        | Rob Calloway                                     | Sieg / KO 2. Runde                            |
| 2006                                                                            | 11. März      | Color Line Arena, Hamburg, Deutschland              | Wolodymyr Wirtschis                              | Punktsieg (Mehrheitsentscheidung) / 12 Runden |
| 2006                                                                            | 15. Juli      | Color Line Arena, Hamburg, Deutschland              | Michael Sprott                                   | Sieg / TKO 8. Runde                           |
| 2006                                                                            | 18. November  | Burg-Wächter Castello, Düsseldorf, Deutschland      | John Ruiz                                        | Punktsieg (Geteilte Entscheidung) / 12 Runden |
| 2007                                                                            | 14. April     | Porsche-Arena, Stuttgart, Deutschland               | Nikolai Walujew WBA-Weltmeisterschaft            | Punktsieg (Mehrheitsentscheidung) / 12 Runden |
| 2008                                                                            | 19. Januar    | Burg-Wächter Castello, Düsseldorf, Deutschland      | Matt Skelton WBA-Titelverteidigung               | Punktsieg (einstimmig) / 12 Runden            |
| 2009                                                                            | 7. Februar    | Stadthalle Rostock, Rostock, Deutschland            | Carl Davis Drumond WBA-Titelverteidigung         | Punktsieg (einstimmig) / Abbruch 6. Runde     |
| 2009                                                                            | 20. Juni      | Veltins-Arena, Gelsenkirchen, Deutschland           | Wladimir Klitschko IBF/WBO/IBO-Weltmeisterschaft | Niederlage / Aufgabe 9. Runde                 |
| 2010                                                                            | 22. Mai       | Stadthalle Rostock, Rostock, Deutschland            | Kali Meehan                                      | Punktsieg (einstimmig) / 12 Runden            |
| 2010                                                                            | 19. November  | Universum Gym, Hamburg, Deutschland                 | Travis Walker                                    | Punktsieg (einstimmig) / 8 Runden             |
| 2011                                                                            | 27. August    | Messe Erfurt, Erfurt, Deutschland                   | Alexander Powetkin vakante WBA-Weltmeisterschaft | Punktniederlage (einstimmig) / 12 Runden      |
| 2012                                                                            | 28. Januar    | Grand Elysée, Hamburg, Deutschland                  | Kertson Manswell                                 | Punktsieg (einstimmig) / 8 Runden             |
| 2012                                                                            | 21. April     | Sport- und Kongresshalle, Schwerin, Deutschland     | Billy Zumbrun                                    | Sieg / TKO 3. Runde                           |
| 2012                                                                            | 1. September  | König-Pilsener-Arena, Oberhausen, Deutschland       | Werner Kreiskott                                 | Sieg / TKO 7. Runde                           |
| 2013                                                                            | 22. März      | Universal Hall, Berlin, Deutschland                 | Mike Sheppard                                    | Sieg / KO 1. Runde                            |
| 2013                                                                            | 5. Oktober    | Olimpijski-Halle, Moskau, Russland                  | Jovo Pudar                                       | Punktsieg (einstimmig) / 12 Runden            |
| 2014                                                                            | 6. Juli       | Achmat-Arena, Grosny, Russland                      | Fres Oquendo vakante WBA-Weltmeisterschaft       | Punktsieg (Mehrheitsentscheidung) / 12 Runden |
| 2015                                                                            | 11. Juli      | GETEC-Arena, Magdeburg, Deutschland                 | Francesco Pianeta WBA-Titelverteidigung          | Sieg / KO 1. Runde                            |
| 2016                                                                            | 5. März       | Sport-Choll „Kolisej“, Grosny, Russland             | Lucas Browne WBA-Titelverteidigung               | Niederlage / TKO 10. Runde                    |
| Quelle: Ruslan Chagayev in der BoxRec-Datenbank                                 |               |                                                     |                                                  |                                               |

## Sonstiges
Chagayev wohnt mit seiner Frau Viktoria in Hamburg. Er ist Vater zweier Söhne, Artur (geb. 2004) und Alan (geb. 2008).